# Im Namen der Gerechtigkeit – Wir kämpfen für Sie!
Im Namen der Gerechtigkeit – Wir kämpfen für Sie! (kurz: Im Namen der Gerechtigkeit) ist eine deutsche Fernsehserie, die von Constantin Entertainment für den Fernsehsender Sat.1 produziert wurde.
Die Scripted-Reality-Sendung wurde vom 13. Mai 2013 bis zum 21. August 2015 im Nachmittagsprogramm des Senders Sat.1 ausgestrahlt. Weitere 93 Episoden der Fernsehsendung wurden zwischen Februar 2016 und Dezember 2017 meist im Nachtprogramm des Senders gezeigt.

## Inhalt und Beschreibung
Die Fernsehserie zeigt die Arbeit der Juristen Alexander Hold, Christian Vorländer, Stephan Lucas, Alexander Stevens, Benita Brückner, Maria Isabella Schulien, alle bekannt aus der Sendung Richter Alexander Hold (Sat.1), sowie Simone Dahlmann-Ludwig, bekannt aus der Sendung Das Strafgericht (RTL) und Konstance Korfsmeyer (bis 2014), außerhalb des Gerichtssaals. Sie gehen vor Ort zu ihren Mandanten, um Probleme oder Streit ohne Prozess und ohne Gericht „Im Namen der Gerechtigkeit“ zu schlichten. Dabei geraten die Anwälte und der Richter meist zwischen die Fronten und versuchen die Wahrheit über geschehene Vorfälle herauszufinden. Parallel zu den Recherchen der Anwälte werden auch polizeiliche Ermittlungen gezeigt.
Mit der zwischendurch eingespielten Werbung dauert die einzelne Episode etwa 60 Minuten. Die Sendung wird mit Laiendarstellern in München und Umgebung gedreht.
Regelmäßig trat in Episoden mit Alexander Hold der ehemalige Justizwachtmeister Frank Seelhoff auf, welcher schon in der Fernsehserie Richter Alexander Hold regelmäßige Auftritte hatte.

## Staffeln
| 1 | 5   | 13. bis 17. Mai 2013                   | Montag bis Freitag, 15:00 Uhr            |
| 2 | 58  | 30. September bis 20. Dezember 2013    | Montag bis Freitag, 15:00 Uhr            |
| 3 | 193 | 6. Januar bis 5. Dezember 2014         | Montag bis Freitag, 15:00 Uhr            |
| 4 | 110 | 7. Januar bis 21. August 2015          | Montag bis Freitag, 15:00 Uhr            |
| 4 | 93  | 27. Februar 2016 bis 23. Dezember 2017 | täglich zu unterschiedlichen Sendezeiten |

## Ausstrahlung und Einschaltquoten
Nach der Erstausstrahlung am 13. Mai 2013 wurde die Fernsehserie eine Woche lang mit besseren Quoten als die sonst gezeigte Scripted Reality Familien-Fälle ausgestrahlt. In der Folge löste Im Namen der Gerechtigkeit – Wir kämpfen für Sie! die bisherige Sendung ab und wurde ab dem 30. September 2013 dauerhaft werktags um 15:00 Uhr ausgestrahlt.
Im Sommer 2015 wurde auf dem Sendeplatz zunächst das Format Anwälte im Einsatz – Spezial getestet, ehe am 21. August 2015 die vorerst letzte Episode der Fernsehserie Im Namen der Gerechtigkeit – Wir kämpfen für Sie! lief, seit 24. August 2015 wird Auf Streife – Die Spezialisten auf diesem Sendeplatz gezeigt. Sat.1 gab bekannt, dass man Im Namen der Gerechtigkeit – Wir kämpfen für Sie! nicht komplett absetzen wolle, sondern ins Programm zurückholen wolle. Die verbliebenen 93 Episoden der 4. Staffel wurden zwischen Februar 2016 und Dezember 2017 meist im Nachtprogramm des Senders gezeigt.